# Exidmonea flexuosa
Exidmonea flexuosa is een mosdiertjessoort uit de familie van de Tubuliporidae. De wetenschappelijke naam van de soort is voor het eerst geldig gepubliceerd in 1867 door Pourtales.